# Gemeinde Kjustendil

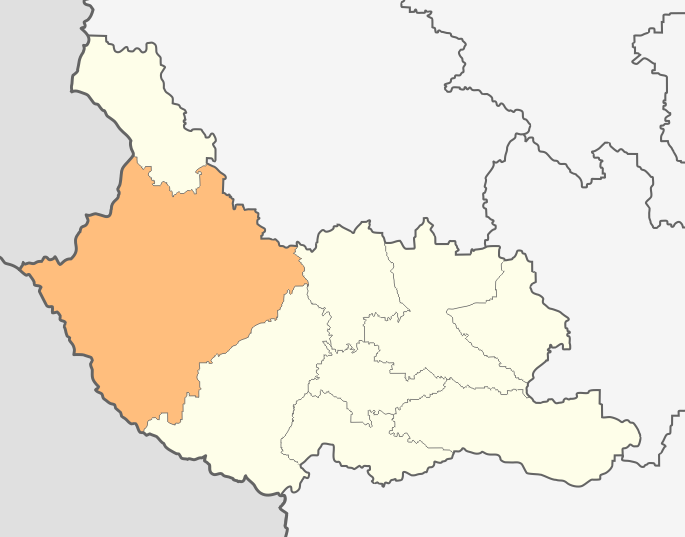
Lage der Gemeinde (orange) in der Oblast Kjustendil

Die Gemeinde Kjustendil liegt im Westen Bulgariens im gleichnamigen Oblast Kjustendil. Die Gemeinde hat 72 Ortschaften mit einer Gesamtbevölkerung von 67.746 (Stand: 15. Dezember 2008). Im Jahr 2005 lag die Bevölkerung noch bei 74.884.
Die Gemeinde Kjustendil grenzt an Serbien, Mazedonien und folgende bulgarische Gemeinden: Gemeinde Trekljano, Gemeinde Newestino, Gemeinde Bobow dol, Gemeinde Semen und Gemeinde Radomir.
Bürgermeister der Gemeinde Kjustendil ist Petar Georgiew Paunow.
Die Ortschaften in der Gemeinde Kjustendil sind (Einwohnerzahlen nach Stand 21. Juli 2005):
- Bagrenzi (bulg. Багренци) – 709 Einwohner
- Bersin (bulg. Берсин) – 159 Einwohner
- Blatez (bulg. Блатец) – 26 Einwohner
- Bobeschino (bulg. Бобешино) – 31 Einwohner
- Bogoslow (bulg. Богослов) – 385 Einwohner
- Bunowo (bulg. Буново) – 23 Einwohner
- Dolna Grschtiza (bulg. Долна Гращица) – 106 Einwohner
- Dolno selo (bulg. Долно село) – 104 Einwohner
- Dolno Ujno (bulg. Долно Уйно) – 25 Einwohner
- Doschdewiza (bulg. Дождевица) – 13 Einwohner
- Dragowischtiza (bulg. Драговищица) – 489 Einwohner
- Dworischte (bulg. Дворище) – 157 Einwohner
- Garbino (bulg. Гърбино) – 2 Einwohner
- Garljano (bulg. Гърляно) – 181 Einwohner
- Girtschewzi (bulg. Гирчевци) – 146 Einwohner
- Gjueschewo (bulg. Гюешево) – 270 Einwohner
- Goranowzi (bulg. Горановци) – 118 Einwohner
- Gorna Brestniza (bulg. Горна Брестница) – 71 Einwohner
- Gorna Graschtiza (bulg. Горна Гращица) – 397 Einwohner
- Gorno Ujno (bulg. Горно Уйно) – 17 Einwohner
- Gramaschdano (bulg. Грамаждано) – 302 Einwohner
- Graniza (bulg. Граница) – 564 Einwohner
- Gurbanowzi (bulg. Гурбановци) – 6 Einwohner
- Iwanowzi (bulg. Ивановци) – 8 Einwohner
- Jabalkowo (bulg. Ябълково) – 938 Einwohner
- Kamenitschka Skakawiza (bulg. Каменичка Скакавица) – 109 Einwohner
- Karschalewo (bulg. Кършалево) – 13 Einwohner
- Katrischte (bulg. Катрище) – 126 Einwohner
- Kjustendil (bulg. Кюстендил) – 51.277 Einwohner
- Konjawo (bulg. Коняво) – 821 Einwohner
- Kopilowzi (bulg. Копиловци) – 675 Einwohner
- Kopriwa (bulg. Коприва) – 2 Einwohner
- Kutugerzi (bulg. Кутугерци) – 11 Einwohner
- Lelnizi (bulg. Лелинци) – 43 Einwohner
- Leska (bulg. Леска) – 2 Einwohner
- Lisez (bulg. Лисец) – 10 Einwohner
- Lomniza (bulg. Ломница) – 60 Einwohner
- Losno (bulg. Лозно) – 834 Einwohner
- Masaratschewo (bulg. Мазарачево) – 80 Einwohner
- Nowi tschiflik (bulg. Нови чифлик) – 173 Einwohner
- Nowo selo (bulg. Ново село) – 40 Einwohner
- Nikolitschewzi (bulg. Николичевци) – 427 Einwohner
- Piperkow tschiflik (bulg. Пиперков чифлик) – 960 Einwohner
- Poletinzi (bulg. Полетинци) – 35 Einwohner
- Polska Skakawiza (bulg. Полска Скакавица) – 59 Einwohner
- Prekolniza (bulg. Преколница) – 122 Einwohner
- Radlowzi (bulg. Радловци) – 129 Einwohner
- Ranenzi (bulg. Раненци) – 149 Einwohner
- Raschdawiza (bulg. Раждавица) – 286 Einwohner
- Rasowo (bulg. Ръсово) – 51 Einwohner
- Reschinzi (bulg. Режинци) – 4 Einwohner
- Saschdenik (bulg. Сажденик) – 6 Einwohner
- Sawojski (bulg. Савойски) – 18 Einwohner
- Schabokrat (bulg. Жабокрът) – 687 Einwohner
- Scherawino (bulg. Жеравино) – 4 Einwohner
- Schilenzi (bulg. Жиленци) – 1171 Einwohner
- Schipotschano (bulg. Шипочано) – 114 Einwohner
- Schischkowzi (bulg. Шишковци) – 560 Einwohner
- Skrinjano (bulg. Скриняно) – 234 Einwohner
- Slokoschtiza (bulg. Слокощица) – 1727 Einwohner
- Sowoljano (bulg. Соволяно) – 779 Einwohner
- Stensko (bulg. Стенско) – 172 Einwohner
- Tawalitschewo (bulg. Таваличево) – 311 Einwohner
- Tarnowlag (bulg. Търновлаг) – 129 Einwohner
- Tarsino (bulg. Търсино) – 19 Einwohner
- Tschudinzi (bulg. Чудинци) – 3 Einwohner
- Wratza (bulg. Вратца) – 223 Einwohner
- Zarwena jabalka (bulg. Цървена ябълка) – 16 Einwohner
- Zarwendol (bulg. Цървендол) – 2 Einwohner
- Zarwenjano (bulg. Цървеняно) – 65 Einwohner
- Zerowiza (bulg. Церовица) – 34 Einwohner
- Zreschnowo (bulg. Црешново) – 9 Einwohner